# Jarboe

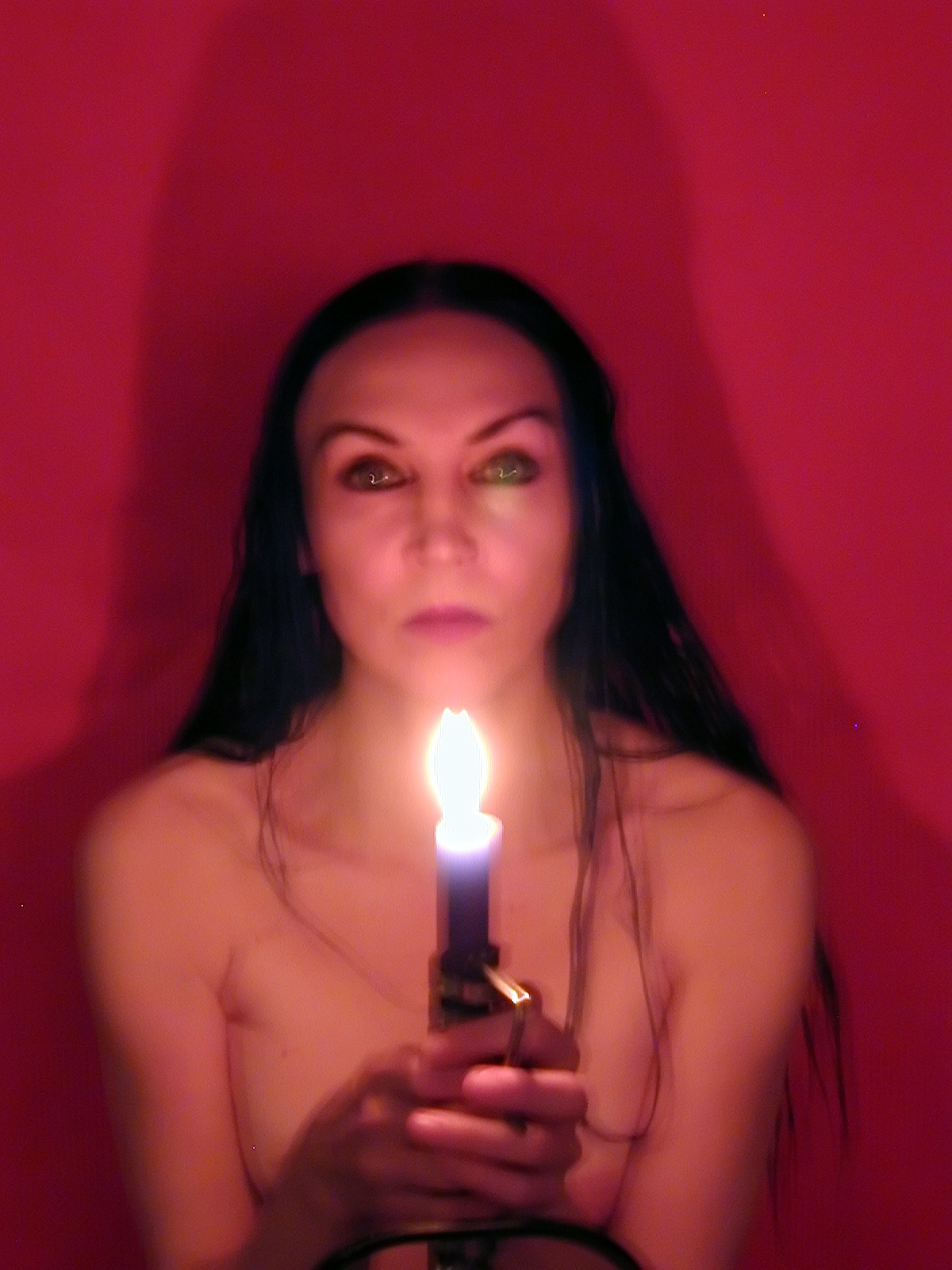
Jarboe

Jarboe (eigentlich Jarboe Deveraux, auch The Living Jarboe) ist eine US-amerikanische Sängerin, Musikerin und Performance-Künstlerin.

## Biografie
Jarboe wurde als Tochter von Mitarbeitern des FBI geboren und wuchs im ländlichen Mississippi und New Orleans, Louisiana, auf. Ihr Vater war als Undercover-Agent tätig und schlüpfte für seine Ermittlungen nicht nur in wechselnde Rollen und Verkleidungen, sondern zeichnete auch Telefonate auf Band auf (die der Familie eingeschlossen). Umstände, die sich nach eigener Aussage auf Jarboes künstlerisches Schaffen auswirkten: So fanden einige der Tonaufnahmen später Verwendung auf den Swans-Alben Love of Life und Soundtracks for the Blind. Ihr Vater sorgte auch für ihre musikalische Ausbildung, im Musikgeschäft konnte sie jedoch nicht Fuß fassen.
Vor ihrem Einstieg bei Michael Giras No-Wave-/Rock-Formation Swans trat Jarboe in Performances auf, in denen sie versuchte, ihren Körper bis zur Erschöpfung zu fordern. Mit Ende 20 brach Jarboe aus ihrer Ehe mit einem erfolgreichen Geschäftsmann aus und zog nach New York, wo sie Mitglied der Swans wurde. Mit Erscheinen des Albums Children of God 1987 arbeiteten die Swans sowohl orchestrale als auch akustische, mitunter folkloristische Klänge in ihre Kompositionen ein. Diese Tendenz führten Jarboe und Gira, damals auch privat liiert, in ihrem Seitenprojekt Skin verstärkt fort. Ab 1991, mit ihrem Debütalbum Thirteen Masks, trat Jarboe – neben ihrer fortgesetzten Mitarbeit bei den Swans – mit Soloveröffentlichungen in Erscheinung. 1997 löste Gira die Swans auf, und nach einem kleinen Beitrag Jarboes zu Giras Projekt The Body Lovers/The Body Haters gingen die beiden endgültig getrennte Wege. Auf dem Album My Father Will Guide Me up a Rope to the Sky (2010) der reformierten Swans trat Jarboe nicht in Erscheinung, da Gira sie nicht um eine Teilnahme ersucht hatte. Auf dem 2012 erschienenen Folgealbum The Seer war sie als Gastmusikerin kurz mit einer Stimmcollage und als Begleitsängerin beteiligt.
Bis heute arbeitete Jarboe mit den unterschiedlichsten Musikern (Larry Seven, Brian Williams, J. G. Thirlwell, Joseph Budenholzer von Backworld, Kid Congo Powers, Blixa Bargeld, Neurosis, Attila Csihar, Phil Anselmo u. v. a.) zusammen, und entsprechend heterogen präsentiert sich ihr musikalisches Werk, von leisen, akustischen Klängen über Jazz bis hin zu Grunge, Noise und Metal.
Parallel dazu tritt Jarboe weiterhin als Performancekünstlerin in internationalen Galerien und Museen auf. Dokumentiert sind diese Auftritte, die sich durch die unmittelbare Nähe zum Publikum und ungeschminkte, teils erotisch gefärbte Selbstentblößungen auszeichnen, u. a. auf der LP-Kompilation Nine Underground, der Kassette The Walls Are Bleeding, der CD-R My Delicate Beast oder der DVD-R Jarboe: Compilation, die exklusiv über die Webseite der Künstlerin vertrieben werden.

## Diskografie
- Swans: Greed (1986)
- Swans: Holy Money (1986)

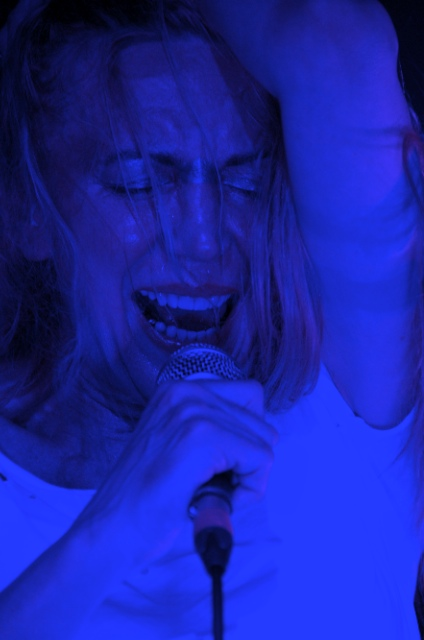
Jarboe, 2009

- Swans: Public Castration Is a Good Idea (Live, 1986)
- Swans: Children of God (1987)
- Swans: Feel Good Now (Live, 1987)
- Skin: Blood, Women, Roses (1987)
- Skin: Shame, Humility, Revenge (1988)
- The World of Skin (Zusammenstellung der Stücke von Blood, Women, Roses und Shame, Humility, Revenge) (1988)
- Swans: The Burning World (1989)
- Swans: Anonymous Bodies in an Empty Room (Live, 1990)
- The World of Skin: Ten Songs for Another World (1990)
- Jarboe: Thirteen Masks (1991)
- Swans: White Light from the Mouth of Infinity (1991)
- Swans: Body to Body, Job to Job (Unreleased Recordings 1982–1985) (1991)
- Swans: Love of Life (1992)
- Swans: Omniscience (Live, 1992)
- Jarboe: Beautiful People Ltd. (1993)
- Swans: The Great Annihilator (1995)
- Swans: Kill the Child (Live) (1995)
- Swans: Swans Related Project: M. Gira - Drainland / Swans Related Project: Jarboe - Sacrificial Cake (3-LP-Album, 1995)
- Swans: Die Tür ist zu (1996)
- Swans: Soundtracks for the Blind (1996)
- Jarboe: Anhedoniac (1998)
- Swans: Swans Are Dead (Live, 1998)
- The Body Lovers: Number One of Three (1998)
- The Body Haters: 34:13 (1998)
- Swans: Various Failures 1988–1992 (Kompilation, 1999)
- Jarboe: Disburden Disciple (2000)
- Jarboe: Dissected (2002)
- Neurosis & Jarboe (2003)
- Swans: Forever Burned (Kompilation, 2003)
- Jarboe: Mystery of Faith – Unreleased Pieces: Swans + World of Skin (Compilation, 2004)
- Jarboe: Process (2004)
- Jarboe: The Men Album (2005)
- Jarboe: The Conduit (2005)
- Jarboe / Nic Le Ban: Knight of Swords / The Beggar (2005)
- Jarboe / Cedric Victor: The End (Spoken-Word-Album, 2006)
- Jarboe: Mahakali (2008)
- Jarboe: Alchemic (2009)
- Force/Jarboe: The Path (2010)
- Jarboe: Primal Baroque Experiment (2010)
- Jarboe: Indemnity (2011)
- Jarboe: Indemnity 2 (2012)
- Jarboe: Dreams (2013)
- Jarboe Presents The Sweet Meat Love And Holy Cult: Mystagogue (2013)
- AEAEA: Drink The New Wine (2014)
- Jarboe: Zen JJazz (2014)
- Jarboe: Wabi Sabi (2015)
- Jarboe: As Mind Dissolves As Song (2017)
- Jarboe: The Cut Of The Warrior (2018)
- Jarboe:  Illusory (2020)
- Jarboe: A Tulpa (2020)